# 히가시나메리카와역
히가시나메리카와역(일본어: 東滑川駅, ひがしなめりかわえき)은 일본 도야마현 나메리카와시에 있는 서일본 여객철도의 철도역이다.

## 역 구조
상대식 2면 2선 구조의 지상역이다. 역사는 하행선 승강장 쪽에 있으며, 반대쪽 승강장과는 건널목으로 이어져 있다. 도야마 지역 철도부가 관리하는 무인역이다.

### 승강장
| 1 | ■ 아이노카제토야마 철도선 | 우오즈 · 도마리 · 이토이가와 방면 |
| 2 | ■ 아이노카제토야마 철도선 | 도야마 · 가나자와 방면            |

## 역세권 정보
- 도야마 지방 철도 엣추나카무라 역·하야쓰키카즈미 역

## 역사
- 1943년 10월 1일: 일본국유철도 호쿠리쿠 본선 나메리카와 역 ~ 우오즈 역 사이에 "하야쓰키 신호장"이 설치되었다.
- 1964년 11월 20일: 역으로 승격해 "히가시나메리카와 역"이 되었다.
- 1987년 4월 1일: 민영화에 따라 서일본 여객철도의 소속이 되었다.
- 2015년
  - 3월 14일: 호쿠리쿠 신칸센의 연장 개통에 따라, 아이노카제토야마 철도로 소속이 이관되었다.
  - 3월 26일: ICOCA 도입.

## 인접역
| 아이노카제토야마 철도 ■ 아이노카제토야마 철도선 | 아이노카제토야마 철도 ■ 아이노카제토야마 철도선 | 아이노카제토야마 철도 ■ 아이노카제토야마 철도선 |
| ----------------------------------------------- | ----------------------------------------------- | ----------------------------------------------- |
| 나메리카와 도야마 방면                          | 보통                                            | 우오즈 도마리 방면                              |